# Museo Nacional Germano

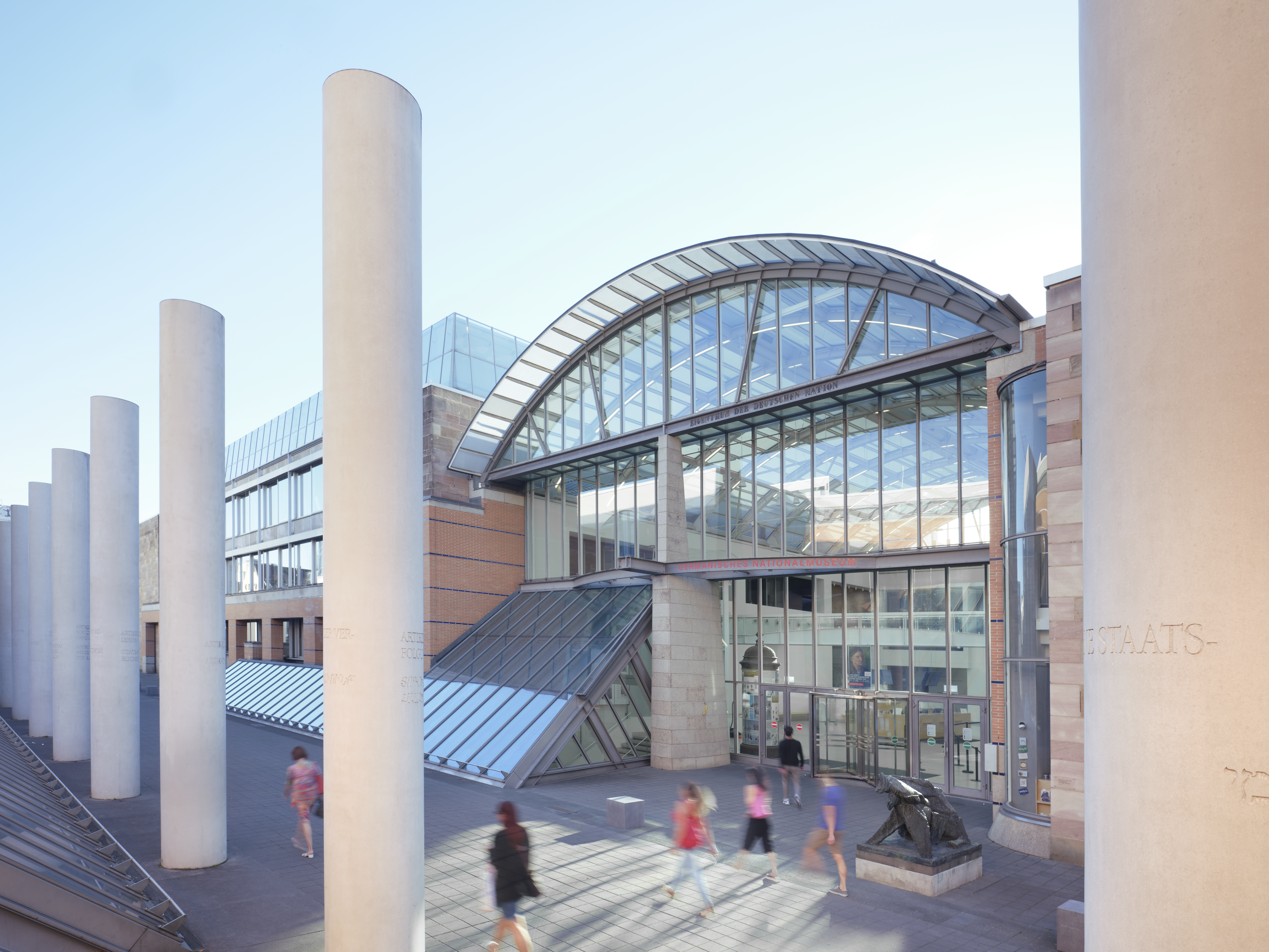
Fachada principal y entrada al "Germanisches Nationalmuseum", otoño de 2003.

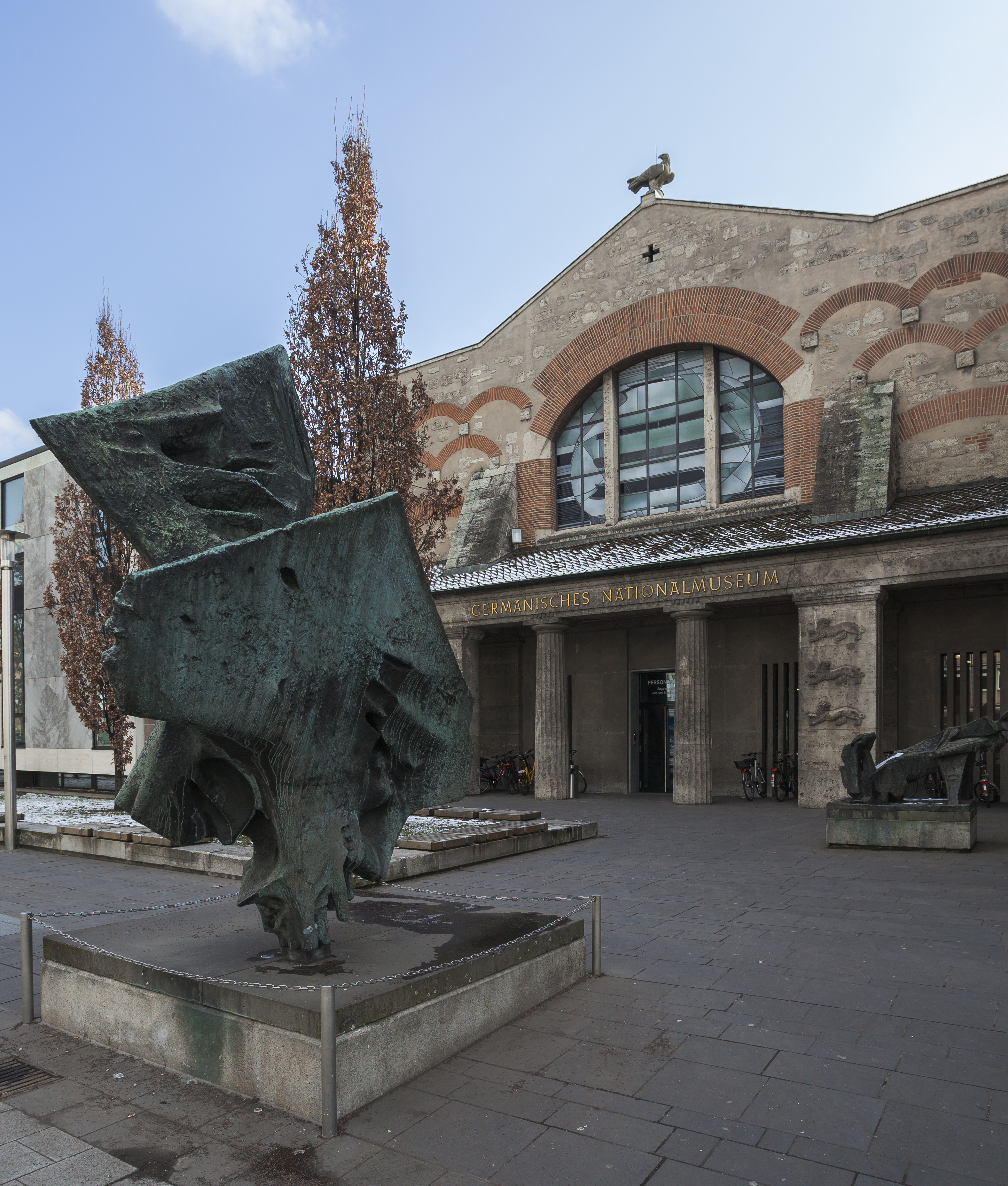
Entrada y monumento.

El Museo Nacional Germano o Germánico (en alemán: Germanisches Nationalmuseum, GNM) se halla en la ciudad de Núremberg (en la calle Kartäusergasse 1) y colinda con la Calle de los Derechos Humanos. Se trata del museo más grande de Alemania en el ámbito de la Historia de la Humanidad y de la Cultura, y contiene la más importante colección de cultura y arte alemanes, empezando por su colección de prehistoria y terminando en la época del Expresionismo. Además de conservar los objetos del Museo, se dedica a la investigación científica de sus objetos y colecciones.

## Historia
El Museo Nacional Germano o Germánico fue fundado en 1852 por el barón alemán Hans Philipp Werner von und zu Aufseß, quien donó su repertorio general (Generalrepertorium) o colección privada de objetos de la Edad Media y de arte alemán. En 1857 el Rey de Baviera Maximiliano José II donó al Museo el antiguo convento de la Orden de los cartujos, edificación que fue incorporada a su área de Exposiciones. En 2019 este Museo cuenta con más de 1,300,000 objetos, de los cuales 25,000 constituyen su exposición permanente.
Durante la Segunda Guerra Mundial se destruyó parte del edificio, que fue reconstruido tras la guerra según planos del arquitecto Sepp Ruf. En 1964 se decide parar en el Expresionismo por motivos de gestión del espacio del museo.

## La colección
Entre sus principales colecciones figuran:
- Aparatos e instrumentos de la justicia medieval
- Arqueología. Restos originales de edificios históricos
- Biblioteca con muchos libros incunables
- Archivo histórico
- Archivo del arte alemán
- Museo del diseño y el comercio
- Artes gráficas
- Historia de la artesanía y el trabajo manual
- Arte popular hasta 1800
- Colección judaica
- Pintura y vitrales hasta 1800
- Mobiliario
- Monedas
- Instrumentos musicales
- Esculturas hasta 1800
- Producción textil, ropa, joyería
- Antropología
- Armas y caza
- Instrumentos científicos y de la historia de la medicina.

En la colección de obras de arte se encuentran, por ejemplo, el Codex Aureus Epternacensis de Echternach, obras de orfebrería medieval, pinturas de Alberto Durero y Hans Baldung Grien, esculturas de Ferdinand Dietz, así como artesanía y arte popular, instrumentos científicos (telescopios, relojes solares, cronómetros, astrolabios y globos), instrumentos musicales, muebles (por ejemplo, se puede ver parte de la oficina de los hermanos escritores Jacob y Wilhelm Grimm), casas de muñecas originarias de Núremberg, juguetes, etc.
Este museo alberga también una importante biblioteca con más de 700,000 libros y un archivo que contiene numerosos documentos originales de la historia de Alemania y Europa. El Erdapfel (en alemán: «manzana de la Tierra») fabricado por Martin Behaim en 1492, es el globo terráqueo más antiguo que se conserva.

## Publicaciones
Desde 1884 el GNM ha publicado libros con los resultados de sus investigaciones sobre el contenido de sus colecciones. Para cada exposición publica generalmente un catálogo en forma de libro, con análisis científicos del material expuesto.
También edita un anuario titulado Anzeiger des Germanischen Nationalmuseums en el cual difunde las investigaciones de sus especialistas, así como informes de sus actividades y las adquisiciones nuevas. Estas publicaciones pueden adquirirse en la tienda ubicada en el sótano del Museo.